# Neopilina starobogatovi
Neopilina starobogatovi is een Monoplacophorasoort uit de familie van de Neopilinidae. De wetenschappelijke naam van de soort is voor het eerst geldig gepubliceerd in 2007 door Ivanov & Moskalev.